# District de Bhilwara
Le district de Bhilwara est un district de l'état du Rajasthan en Inde.